# Греція на літніх Олімпійських іграх 2004
Греція на літніх Олімпійських іграх 2004 була представлена 441 спортсменом і виборола 16 медалей.

## Медалісти
Золото
| Золото |                                |                                                |
| №      | Спортсмени                     | Вид спорту (дисципліна)                        |
| 1      | Фані Халкія                    | Легка атлетика (біг на 400 метрів з бар'єрами) |
| 2      | Афанасія Цумелека              | Спортивна ходьба (20 км)                       |
| 3      | Томас Бібіс                    | Стрибки у воду                                 |
| 4      | Ніколаос Сіранідіс             | Стрибки у воду                                 |
| 5      | Іліас Іліадіс                  | Дзюдо                                          |
| 6      | Софія Бекатору та Емілія Цуфла | Вітрильний спорт                               |

Срібло
| Срібло |                                                                  |                                    |
| №      | Спортсмени                                                       | Вид спорту (дисципліна)            |
| 1      | Хрисопії Деветзі                                                 | Легка атлетика (потрійний стрибок) |
| 2      | Анастасія Келесіду                                               | Метання диска                      |
| 3      | Ніколаос Какламанакіс                                            | Вітрильний спорт                   |
| 4      | Александрос Ніколаїдіс                                           | Тхеквондо                          |
| 5      | Елісавет Містакіду                                               | Тхеквондо                          |
| 6      | Жіноча збірна Греції (Евангелія Мораїтіду, Дімітра Асіліан тощо) | Водне поло                         |

Бронза
| Бронза |                                         |                         |
| №      | Спортсмени                              | Вид спорту (дисципліна) |
| 1      | Мірела Маньяні                          | Метання списа           |
| 2      | Василіс Полімерос та Ніколаос Скіатініс | Академічне веслування   |
| 3      | Піррос Дімас                            | Важка атлетика          |
| 4      | Артем Кюрегян                           | Боротьба                |